# Església parroquial de Sant Joan Baptista (Matet)
L'església parroquial de Sant Joan Baptista de Matet, a la comarca de l'Alt Palància, és un lloc de culte catòlic que està catalogat com a Bé de Rellevància Local segons consta a la Direcció General de Patrimoni Artístic de la Generalitat Valenciana, amb codi identificatiu: 12.07.076-001.
Pertany a la Diòcesi de Sogorb-Castelló, i en ella està inclosa a l'arxiprestat número u, L'Assumpció de Nostra Senyora, amb centre a Sogorb.

## Descripció
Es tracta d'un edifici exempt, construït a maçoneria i pedra angular. L'església presenta planta de nau única amb la façana als peus, i capçalera amb absis. La façana segueix la línia de la coberta i presenta una porta  adovellada tipus retaule, que es veu emmarcada per  pilastres amb rematada en un  frontó de disseny corb, en la qual destaquen les ferramentes que són de l'època de la seva construcció.
El campanar de la torre forma part, com a mínim el seu primer cos, de la façana de l'edifici. La torre presenta un segon cos (en el qual hi ha finestres semicirculars en cadascun dels seus laterals) i rematada cobert amb teules ceràmiques de color blau.
Pel que fa a l'interior, presenta capelles laterals amb suports de murs, pilastres i arcs de mig punt, la qual cosa dona peu a la volta de canó que conforma la coberta interior de la nau única. Aquesta coberta presenta llunetes (amb finestres sota ells) en els laterals amb els quals es dona llum natural a l'interior de l'espai. Als peus del temple i elevat, se situa el cor.
Pel que fa a la decoració, està realitzada en escaiola policromada, presentant pilastres adossades a les que s'utilitzen capitells compostos i cos arquitravat superior que s'allarga per tot el temple. A la cornisa es pot observa uns àngels amb rocalla del segle xviii, que serveixen alhora per a sustentar-la. També hi ha escaioles en els diferents trams i en els extrems de les llunetes. Finalment, destacar l'existència d'un arc triomfal que presenta decoració d'acord amb  roleus, àngels, així com un escut amb el  xai Pascual situat al centre de l'arc.
Es poden observar pintures originals de formes geomètriques (rectangles amb rombes interiors) amb els atributs marians (torre d'ivori, flor de lis, corona, estrella de vuit puntes, lletres M creuades i entrellaçades ...).
Finalment, l'altar es disposa al  costat de l'epístola i presenta unes reduïdes dimensions, podent-se classificar dins de l'estil neoclàssic.